# Deutsch Goritz
Pour les articles homonymes, voir Goritz (homonymie).
Deutsch Goritz est une commune autrichienne du district de Südoststeiermark en Styrie.